# Jean-François Rameau de Montbenoît
Jean-François Rameau de Montbenoît, né le 28 janvier 1738 au château de Saint-Père et mort le 7 mai 1794 à Paris, est un homme politique français. Subdélégué de l’intendant d’Orléans à Cosne avant la Révolution, il est successivement député suppléant aux États généraux, vice-président du conseil général de la Nièvre et député à l’Assemblée législative. Désigné comme chef de la conspiration de Cosne sous la Terreur, il est condamné par le Tribunal révolutionnaire et guillotiné le 7 mai 1794.

## Subdélégué de l’intendant d’Orléans à Cosne (1784-1789)

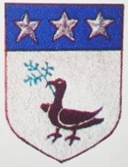
Blason des Rameau de Saint-Père

Jean François Rameau de Montbenoît vient d’une famille de magistrats du Nivernais. Son grand-père Louis Rameau (1667-1760) était premier secrétaire d’intendance à Moulins, Rouen et Poitiers. Son mariage et ses revenus lui ont permis d’acheter en 1712 le château et la terre de Saint-Père près de Cosne, d’autres seigneuries et une charge de maître fauconnier du roi. Son père Jean Louis Rameau de Saint-Père (1698-1781) était président de l’élection de Gien puis, en 1749, subdélégué de l'intendant d'Orléans à Cosne. Jean François Rameau de Montbenoît et ses trois frères Jean Louis Rameau de Saint-Père, Augustin Rameau d’Alibert et François Louis Rameau de Chassenait, fréquentent le collège jésuite de Varzy. Après des études de droit, il succède en 1774 à son père comme subdélégué de l’intendance à Cosne. Il gère également le domaine familial. En 1782, il devient juge des Forges royales de Cosne. Il épouse en 1783 Euphrasie Maignan de Champromain (1757-1832), fille d'un avocat au parlement et marchand de bois à Paris. Ils auront cinq enfants dont quatre mourront jeunes. Rameau de Saint-Père, son frère aîné qui est en révolte contre son père, s’engage comme migrant dans l’expédition de Kourou de 1763-1764 et parvient à en revenir. Ses frères cadets Rameau d’Alibert et Rameau de Chassenait deviennent notaire à Paris et médecin à Gien.

## Carrière politique dans la Nièvre (1789-1792)
Détenteurs d’offices judiciaires, membres de professions libérales, les Rameau appartiennent au groupe social dans lequel est le plus souvent recruté le personnel politique sous la Révolution. Jean François Rameau de Montbenoît est l’un des quatre délégués que le tiers état de Cosne envoie à Auxerre. Il y est élu député suppléant aux États généraux . Se montrant incapable de résoudre la grave crise de subsistance, la municipalité de Cosne est remplacée par un comité permanent que préside Rameau de Montbenoît. En juillet 1790, il est élu vice-président du Conseil de département de la Nièvre. Aux commandes du département, il est bien placé pour promouvoir les projets des municipalité, canton et district de Cosne : la création d’un arsenal à Cosne et le creusement d’un canal de la Loire à l’Yonne. Personnalité politique locale, Rameau de Montbenoît devient président de l’assemblée électorale de la Nièvre, et, le 4 septembre 1791, il est élu député de la Nièvre en première position par 186 voix sur 310 votants. Ce succès est salué par ses proches et les habitants de Cosne se félicitent d’avoir l’un des leurs député.

## Député de la Nièvre à l’Assemblée législative (octobre 1791-septembre 1792)
L’Assemblée législative se réunit début octobre dans la salle du Manège et organise tout de suite son travail en créant vingt-trois comités. Rameau de Montbenoît est élu président du Comité de féodalité. Ce comité termine le travail de liquidation des droits féodaux et des rentes foncières. Rameau de Montbenoît siège au centre ou à droite de l’Assemblée. Il n’intervient pas mais participe à six des sept votes nominaux. Il vote contre la mise en accusation du ministre de la Marine après la perte de Saint-Domingue en février 1792. Il refuse en avril que l’Assemblée accorde les honneurs de la séance aux soldats du régiment suisse de Châteauvieux qui se sont mutinés à Nancy en 1790 et viennent d’être libérés du bagne de Brest. Il vote en juin contre le fait de payer une compensation pour l’abolition des droits féodaux. Lors de la crise du printemps et de l’été 1792, il semble s’être désolidarisé des Feuillants favorables à une monarchie constitutionnelle et hostiles à une politique anticléricale. Le 8 août, il refuse de mettre en accusation La Fayette quand la rumeur l’accuse d’avoir voulu soulever l’armée. Mais après le 10 août et la chute de la monarchie, Rameau de Montbenoît vote « pour le second décret d’accusation [contre La Fayette] parce qu’alors il étoit reconnu traître à la patrie ». L’Assemblée législative se sépare fin septembre 1792 pour laisser place à la Convention.

## La conspiration de Cosne (mai 1793-juin 1794)

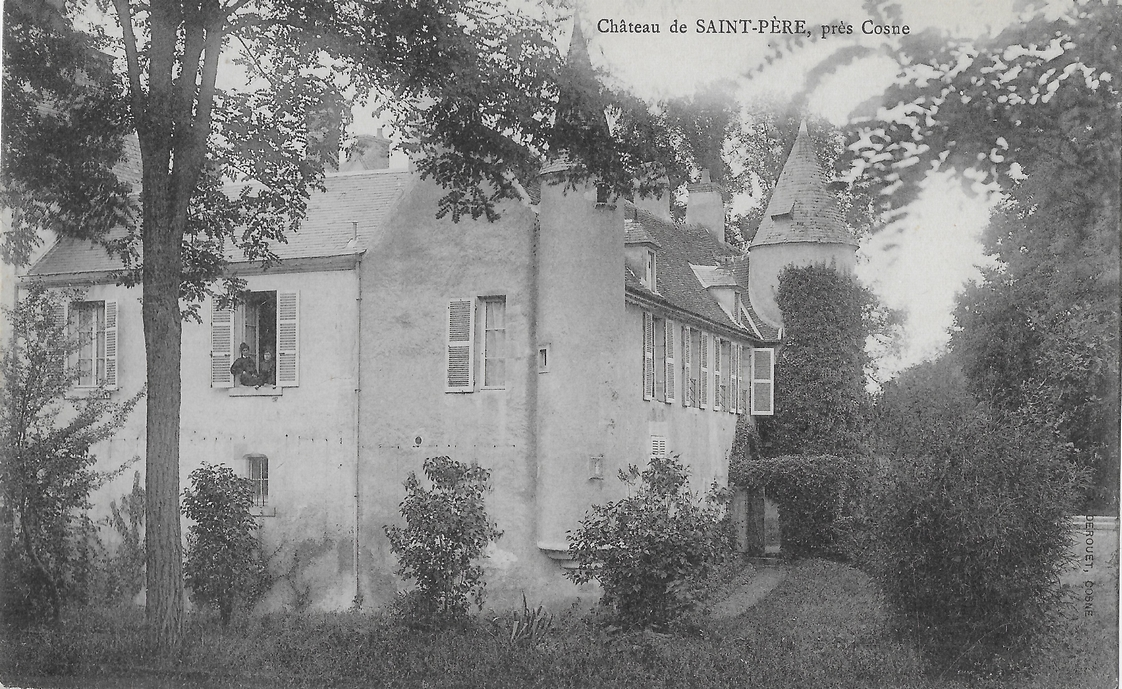
Château de Saint-Père

Rameau de Montbenoît rentre à Cosne et devient, avec son frère Rameau de Saint-Père, assesseur du juge de paix du canton de Cosne. Mais la situation locale a changé. Dans une Nièvre où le clergé, les propriétaires fonciers et la bourgeoisie des villes ont maintenu leur influence, les sans-culottes favorables à la Montagne ne sont qu’une petite minorité résolue et bruyante. A Nevers, les représentants en mission de la Convention, dont Joseph Fouché, appliquent des mesures radicales : levée en masse des hommes de 18 à 25 ans, réquisitions, subsistances, levées d’argent, surveillance de l’opinion et déchristianisation. Les agents nationaux, les comités de surveillance révolutionnaire et les sociétés populaires s’opposent aux notables dans les localités du département. Les dénonciations affluent et les prisons se remplissent de suspects. Après la suppression des tribunaux révolutionnaires de province en mars 1794, les prévenus dont les affaires sont les plus graves sont envoyés à Paris où ils passent devant le Tribunal révolutionnaire. 

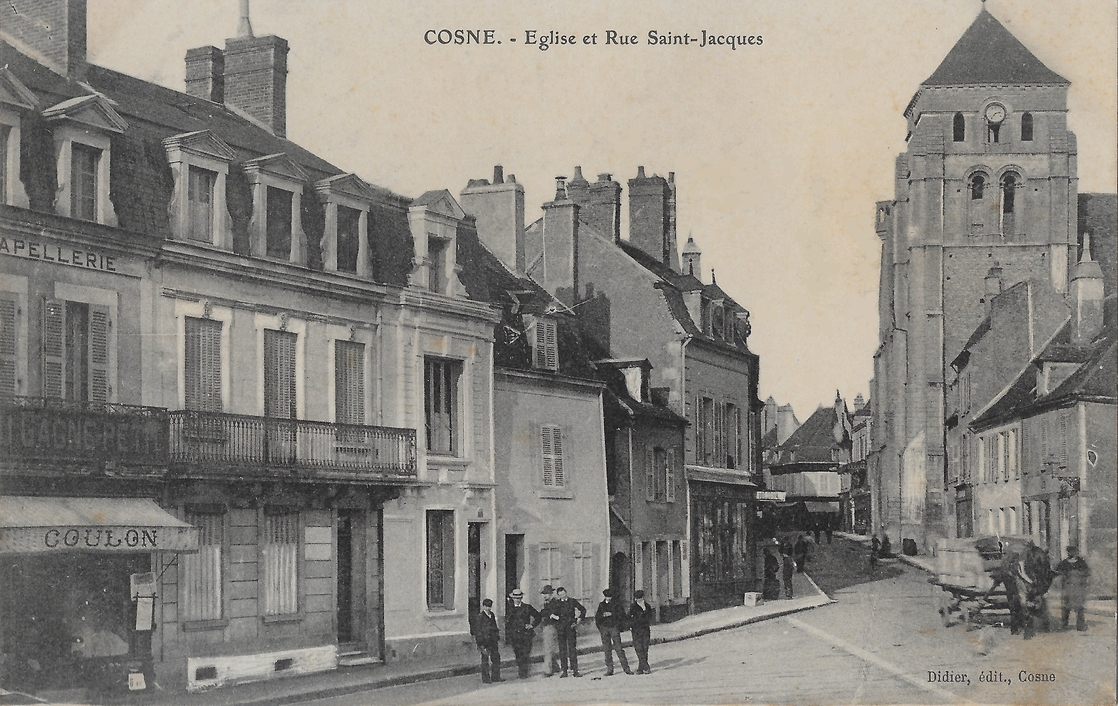
La rue Saint-Jacques à Cosne

Cosne connaît alors une grave crise frumentaire. Une émeute éclate le 3 avril 1793. Elle prend pour cible Rameau de Montbenoît qui a eu l’imprudence de sortir du blé de sa grange pour payer en nature ses vignerons. Sa maison dans le centre de Cosne est mise à sac, on lui tire les cheveux, on le frappe à coups de buches et de pincettes. Les autorités municipales le mettent à l’abri en prison mais la foule l’en arrache et le conduit sur la place de l’arbre de la liberté pour le tuer. « Couvert de sang et de meurtrissures », son sang froid réussit à le sauver : « il demande à ceux qui le tenoient un juge. Celui qu’ils ont nommé parmi eux condamne Rameau à payer une somme de mille livres pour les volontaires qui partiront pour les frontières ». Son frère Rameau de Saint-Père ayant sorti son épée pour le protéger est mis en prison puis transféré à Nevers. Les deux frères Rameau sont acquittés peu après par le tribunal criminel de Nevers. 
Mais, avec le soutien de Fouché et du Comité de salut public, les sans-culottes prennent le pouvoir à Cosne, mettent en prison tous les officiers des administrations locales, dénoncent une conspiration dont le chef serait Rameau de Montbenoît et rédigent une brochure qu’ils font circuler à Paris. Dix-sept détenus sont envoyés à la Conciergerie. Les deux frères Rameau et onze autres habitants de Cosne sont condamnés à mort par le Tribunal révolutionnaire et guillotinés les 18 floréal et 22 prairial an 2 (7 mai et 10 juin 1794). Le chef des sans-culottes de Cosne déclare : « Si on avait tué Rameau de Montbenoit le jour qu’il avait été battu, il aurait épargné plus de 50 à 60 têtes qui devaient tomber dans Cosne. » Il répétera plus tard qu’il « fallait surtout que la tête de Rameau tombât ».

## Descendance
Sa veuve Euphrasie Maignan de Champromain perd tous ses enfants sauf Theodore qui semble avoir été simple d’esprit. Elle se retire à Druyes et meurt à 75 ans, peu après son fils. Le frère cadet François Louis Rameau de Chassenait fait une carrière politique locale à Gien : lieutenant du maire (1788), échevin (1790), vice-président du directoire du district de Gien (1790), président de l’administration municipale (1793) puis maire de Gien de 1799 à 1820. Son fils Louis Benjamin Rameau de Saint-Père (1786-1852) est maire de Saint-Père de 1834 à 1848 et a trois filles. Son autre fils François Adolphe Rameau de Saint-Père (1789-1822) et sa femme meurent jeunes, laissant deux orphelins, Edme Louis Rameau de Saint-Père qui sera maire d’Autry, et Edme Rameau de Saint-Père, l’historien des Acadiens et maire d’Adon.